# Silvio Oddi

Kardinalswappen von Silvio Oddi

Silvio Angelo Pio Kardinal Oddi (* 14. November 1910 in Morfasso, Provinz Piacenza; † 29. Juni 2001 in Cortemaggiore) war ein italienischer Geistlicher, Diplomat des Heiligen Stuhls und Kurienkardinal der römisch-katholischen Kirche.

## Leben
Silvio Angelo Pio Oddi empfing nach theologischen Studien in Piacenza und Rom am 21. Mai 1933 das Sakrament der Priesterweihe. Nach drei weiteren Studienjahren trat er 1936 in den diplomatischen Dienst des Vatikans. Von 1936 bis 1939 war er Sekretär der Apostolischen Delegation im Iran, von 1939 bis 1945 versah er die gleiche Aufgabe in Syrien und im Libanon, von 1945 bis 1948 in Ägypten und von 1948 bis 1951 in Frankreich. In den Jahren 1951 bis 1953 leitet er die Apostolische Nuntiatur in Jugoslawien.
1953 ernannte ihn Papst Pius XII. zum Titularerzbischof von Mesembria und zum Apostolischen Delegaten für Jerusalem, Palästina, Transjordanien und Zypern. Die Bischofsweihe spendete ihm Angelo Giuseppe Roncalli, der spätere Papst Johannes XXIII.; Mitkonsekratoren waren Umberto Malchiodi, Koadjutor in der Diözese Piacenza, und Kurienerzbischof Antonio Samorè. 1957 wurde Silvio Oddi Apostolischer Internuntius in Ägypten, 1962 Nuntius in Belgien und Internuntius in Luxemburg. Von 1962 bis 1965 nahm er am Zweiten Vatikanischen Konzil teil. 1969 nahm ihn Papst Paul VI. als Kardinaldiakon mit der Titeldiakonie Sant’Agata dei Goti in das Kardinalskollegium auf, übertrug ihm die Verantwortung für das Heiligtum in Loreto und bestimmte ihn zum päpstlichen Legaten für die Basilika des Heiligen Franziskus in Assisi. Von 1979 bis 1986 war er Präfekt der Kleruskongregation. 1989 entsandte ihn Papst Johannes Paul II. als vatikanischen Vertreter zu den Begräbnisfeierlichkeiten für den japanischen Kaiser Hirohito.
Silvio Oddi starb am 29. Juni 2001 in Cortemaggiore und wurde in der alten Pfarrkirche seines Geburtsortes Morfasso beigesetzt.